# Stefan Jankowski
Stefan Jankowski (ur. 1951 we Włocławku, zm. 17 stycznia 2015) – polski chemik, profesor Politechniki Łódzkiej.

## Życiorys
Dyplom magistra inżyniera uzyskał w 1973 roku po ukończeniu studiów na Wydziale Chemicznym Politechniki Łódzkiej. Stopień naukowy doktora nauk chemicznych uzyskał w 1976 roku, a doktora habilitowanego w 1985 roku. W latach 1973–1996 pracował w Międzyresortowym Instytucie Techniki Radiacyjnej PŁ. Od roku 2002 zatrudniony na stanowisku profesora nadzwyczajnego PŁ. W roku 2012 otrzymał tytuł profesora zwyczajnego.
Specjalizował się w fizycznej chemii organicznej. Jego zainteresowania naukowe obejmowały kinetyczne i spektroskopowe badania reaktywności związków fosforoorganicznych oraz zastosowania magnetycznego rezonansu jądrowego do badań konformacyjnych cząsteczek biologicznie aktywnych. Jego dorobek naukowy obejmuje ponad 60 publikacji. Wypromował 3 doktorów.
Od 1996 roku kierował Pracownią Magnetycznego Rezonansu Jądrowego, od roku 2000 pełnił funkcję zastępcy dyrektora Instytutu Chemii Organicznej Politechniki Łódzkiej, a w latach 2002–2011 był dyrektorem tego Instytutu. Prodziekan Wydziału Chemicznego PŁ ds. nauki w latach 2008–2012 oraz dziekan w latach 2012–2015. Aktywnie uczestniczył w pracach Polskiego Towarzystwa Chemicznego, pełniąc m.in. funkcję wiceprzewodniczącego Oddziału Łódzkiego w latach 2009–2012.
Pochowany w alei zasłużonych na cmentarzu komunalnym Doły w Łodzi.

## Odznaczenia
Odznaczony Medalem Komisji Edukacji Narodowej, Złotym Orderem za Długoletnią Służbę oraz Odznaką Zasłużony dla Politechniki Łódzkiej.